# Luxemburgs Open
Het Luxemburgs Open was een golftoernooi van de Europese Challenge Tour van 1999 tot 2003. Het werd altijd gespeeld op de Kikuoka Country Club in Canach.

## Winnaars
| Jaar                                      | Winnaar             | Prijzengeld         |
| BIL Luxembourg Open                       | BIL Luxembourg Open | BIL Luxembourg Open |
| ----------------------------------------- | ------------------- | ------------------- |
| 1999                                      | Kevin Carissimi     | € 61,425            |
| DEXIA-BIL Luxembourg Open                 |                     |                     |
| 2000                                      | Henrik Stenson      | € 82,364            |
| 2001                                      | Grant Hamerton      | € 90,592            |
| Clearstream International Luxembourg Open |                     |                     |
| 2002                                      | Lee S James         | € 118,427           |
| 2003                                      | Martin Lemesurier   | € 117,887           |

Henrik Stenson begon in 2000 met een ronde van 63, gelijk aan het baanrecord. Ten slotte kwam hij door een birdie op de 74ste hole in een play-off met Nicolas Colsaerts en Nils Roerbaek-Petersen. De spelers moesten hole 10, een par-3, opnieuw spelen. De eerste keer maakten ze allen een birdie, de tweede keer won Stenson met een birdie.

## Baan
Luxemburg heeft zes golfclubs, waarvan de Gand Ducal Golf Club uit 1934 de oudste is. De 18-holes golfbaan van Kikuoka werd in 1991 aangelegd door Iwao Uematsu. De baan ligt op een licht glooiend terrein in het dal van de Moezel. In 2008 kwam er een korte oefenbaan met zes holes bij, ontworpen door Steve Marnoch. Deze ligt in een voormalige boomgaard.